# Gala (esposa de Teodósio I)
Flávia Gala (em latim: Flavia Galla), conhecida também somente como Gala, foi uma imperatriz-consorte romana, segunda esposa do imperador romano Teodósio I. Ela era filha de Valentiniano I e sua segunda esposa Justina, sendo a quarta mais velha na lista de Jordanes. Seu tio paterno, Valente, foi imperador romano do Oriente de 364 até a sua morte na Batalha de Adrianópolis em 378.

## Família
Pouco se sabe sobre Gala, incluindo seu nome completo. Gala é o cognome feminino de Galo que, em latim (Gallus), pode significar um habitante da Gália e um galo. Esta mesma associação por jogo de palavras iria, muito depois, inspirar o galo galês, um símbolo nacional da França.
Valentiniano, pai de Gala, já havia se casado antes com Marina Severa e o único filho conhecido do casal foi Graciano, imperador romano do ocidente de 375 até seu assassinato em 25 de agosto de
383. Sua mãe, Justina, também já havia se casado antes, com Magnêncio, um usurpador, entre 350 e 353. Porém, tanto Zósimo quanto a fragmentada crônica de João de Antioquia relatam que Justina era muito jovem na época de seu primeiro casamento para ter tido filhos. Assim, Gala não tem nenhum meio-irmão por parte de mãe conhecido.
Ela teve, contudo, três irmãos. O único rapaz foi Valentiniano II, co-imperador com Graciano a partir de 375 e imperador sozinho de 383 até seu enforcamento em 15 de maio de 392, oficialmente reportado como tendo sido suicídio. Porém, nas obras de Sócrates Escolástico, Paulo Orósio e Zósimo se insinua que seu mestre dos soldados Arbogasto possa ter tido alguma coisa a ver com a morte do imperador. Sozomeno não parece tão convicto e menciona ambas as versões. As suas duas irmãs, Grata e Justa, nunca se casaram segundo Sócrates. Elas provavelmente ainda viviam em 392, data da morte do irmão, mas não foram mais mencionadas depois disto.

## Casamento com Teodósio
Gala ganhou notoriedade por conta de um conflito entre três imperadores romanos na década de 380. Em 383, Graciano morreu enfrentando uma grande revolta liderada por Magno Máximo, que conseguiu estabelecer seu controle sobre uma porção significativa do Império Romano, incluindo as dioceses da Britânia, Gália, Hispânia e a África. Governando de sua capital em Augusta dos Tréveros (Tréveris), Magno conseguiu negociar seu reconhecimento com Valentiniano II e Teodósio I a partir de 384. Com isso, o domínio de Valentiniano II se resumiu efetivamente à Itália, que ele governava a partir de Mediolano (Milão).
Em 387, a trégua entre Valentiniano II e Máximo terminou. O imperador rebelde cruzou os Alpes, invadiu o vale do Pó e ameaçou Mediolano. Valentiniano e Justina fugiram da capital e foram para Salonica, a capital da Prefeitura Pretoriana da Ilíria e, na época, a cidade onde morava Teodósio. Gala os acompanhou. Teodósio, que era na época viúvo, tendo perdido sua primeira esposa Élia Flacila, um ou dois anos antes.
Teodósio recebeu os fugitivos e, de acordo com Zósimo, Justina armou para que Gala aparecesse chorosa perante o imperador para pedir-lhe compaixão. Ela era, segundo os relatos, uma bela mulher e Teodósio logo se apaixonou, pedindo a mão da moça em casamento. Justina se aproveitou da situação e colocou como condição para o casamento que Teodósio seria obrigado a atacar Máximo e restaurar seu marido ao trono. Teodósio consentiu à condição de Justina e o casamento se realizou provavelmente ainda no mesmo ano.
O relato foi questionado por Tillemont como sendo inconsistente com a reputada piedade de Teodósio. Ele sugere que o casamento teria se realizado em 386, antes do início do conflito. Porém, Gibbon, em seu "A História do Declínio e Queda do Império Romano", considera o relato de Zósimo mais provável e obras posteriores, incluindo o "Dictionary of Greek and Roman Biography and Mythology", o seguiram.

## Imperatriz
Quando Gala se casou com Teodósio, ela se tornou ao mesmo tempo imperatriz e madrasta dos dois filhos do primeiro casamento de Teodósio, Arcádio e Honório. Arcádio era o mais velho e tinha sido declarado augusto em janeiro de 383. Ele servia como um co-imperador nominal do pai, mas ainda tinha apenas dez anos de idade na época do casamento com Gala.
Em julho-agosto de 388, as forças combinadas de Teodósio I e Valentiniano II invadiram o território de Máximo lideradas por Ricomero, Arbogasto, Promoto e Timásio. Máximo sofreu uma série de derrotas e finalmente se rendeu em Aquileia. Ele foi executado em 28 de agosto de 388 e seu filho - e co-imperador nominal - Flávio Vítor também foi executado, enquanto que Elen, sua esposa, e suas duas filhas foram poupadas. A condição de Justina para permitir o casamento de Gala foi cumprida, porém a imperatriz morreu no mesmo ano, incapaz de testemunhar o resultado final de seus esforços.
Teodósio instalou Valentiniano e sua corte em Viena, na Gália, longe de Milão e da influência do poderoso arcebispo Ambrósio. Teodósio nomeou Arbogasto mestre dos soldados das províncias ocidentais, mas ele, atuando em nome do imperador, estava na verdade subordinado apenas a Teodósio, que ficou na Itália entre 388 e 391. Em sua ausência, Gala e seus enteados ficaram no Grande Palácio de Constantinopla. De acordo com Conde Marcelino, em 390 Arcádio expulsou a madrasta dali, mas, como ele tinha apenas treze anos, a decisão pode muito bem ter sido dos que governavam por ele.
Zósimo relata seu luto pela morte do irmão em 392. Em 22 de agosto do mesmo ano, Arbogasto declarou Eugênio imperador sem a aprovação de Teodósio. As negociações com ele para tentar o reconhecimento fracassaram e, em 23 de janeiro de 393, Teodósio declarou seu segundo filho, Honório, um augusto, implicando que ele se considerava o único imperador legítimo. O conflito entre Teodósio e Eugênio começou no ano seguinte, resultando na batalha do rio Frígido, em 5-6 de setembro de 394, vencida por Teodósio. Arbogasto se matou e Eugênio foi executado, deixando Teodósio com o controle absoluto das duas metades do Império Romano. Se Gala viveu para ver a vitória, não se sabe. De acordo com Zósimo, ela teria morrido no parto no mesmo ano, em data desconhecida.
Tillemont interpreta uma passagem de Filostórgio para identificar Gala como sendo uma ariana, porém é possível que ela implique que a mãe dela seria ariana. Já o Chronicon Paschale afirma que ela era ariana.

## Filhos
Gala teve três filhos com Teodósio:
- Graciano, um filho nascido em 388 e que morreu jovem;
- Élia Gala Placídia, uma filha, a única a viver para se tornar adulta, e que seria imperatriz. Casou-se primeiro com Ataulfo, rei dos visigodos, e depois com Constâncio III.
- João, um filho que morreu com a mãe no parto em 394.[12]